# Philip Christoph von Sötern

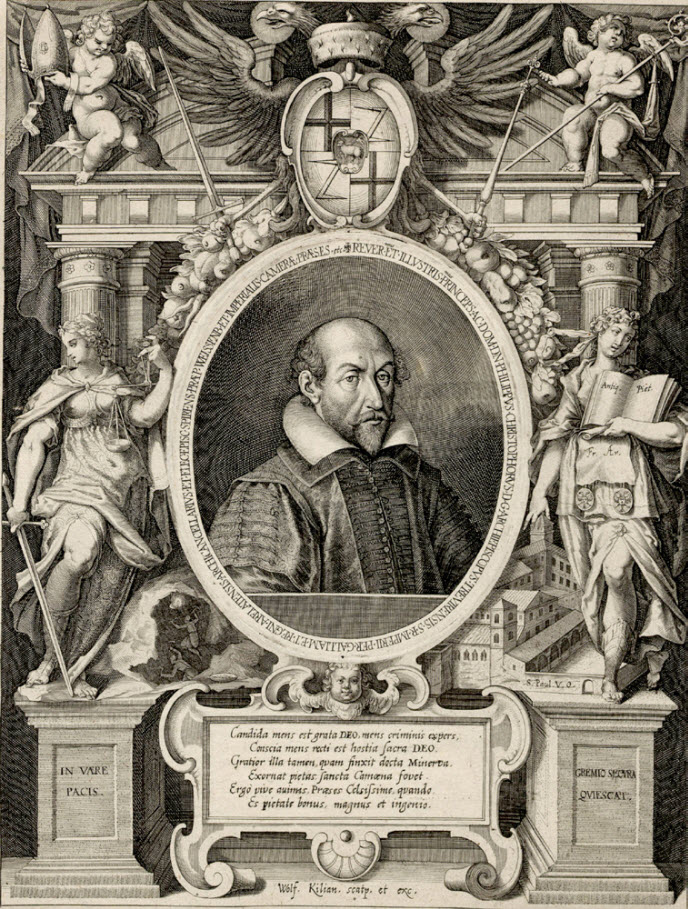

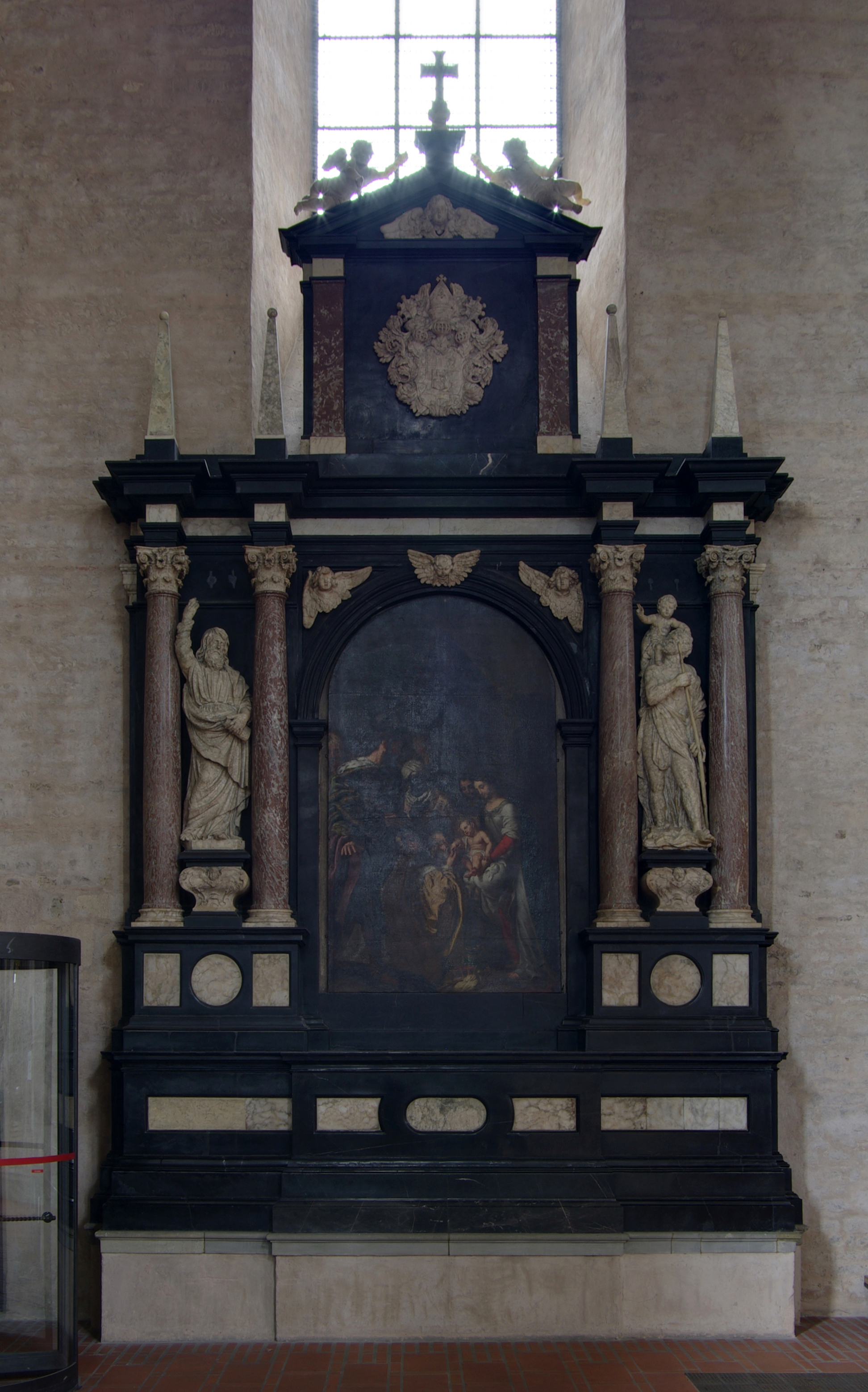
Zijn grafaltaar in de dom van Trier

Philip Christoph von Sötern (Zweibrücken, 11 december 1567 - Koblenz, 7 februari 1652, Duits: Philipp Christoph von Sötern) was een rooms-katholiek aartsbisschop en Keurvorst van Trier van 1623 tot 1652.

## Vroege carrière
Hij was de zoon van de lutherse edelman Georg Wilhelm von Sötern en diens katholieke echtgenote Barbara von Püttlingen. Hij werd luthers gedoopt maar stapte al op jonge leeftijd over naar het katholieke geloof. Onder invloed van zijn peetvader Philip Christoph von Sötern de oudere (gestorven 1595), die onder andere decaan van de abdij van Sinsheim was, koos hij voor een kerkelijke carrière. Hij studeerde aan het jezuïetencollege van Trier en aan de universiteit van Pont-à-Mousson en bezocht daarna Italië. Hij vervulde verschillende kerkelijke ambten en was ook diplomatiek actief namens de Katholieke Liga binnen het Duitse Keizerrijk.

## Speyer
In 1609 werd hij benoemd tot coadjutor van de bisschop van Speyer, Eberhard von Dienheim en in 1610 volgde hij hem op als bisschop. Pas twee jaar later werd hij tot priester gewijd. Von Sötern zich bedreigd door de omringde protestantse gebieden en in 1615 begon hij zijn residentie in Udenheim uit te breiden tot een fort. Hij veranderde de naam Udenheim in Philippsburg en begon het fort van Philippsburg te bouwen.

## Trier
In 1623 werd hij benoemd tot aartsbisschop van Trier als opvolger van Lothar van Metternich. Hij trachtte in het kader van de contrareformatie de Rijn-Palts terug katholiek te maken, maar werd geplaagd door een gebrek aan priesters om de verdreven calvinistische predikanten te vervangen. Door zijn nepotisme en fiscale bemoeienissen kwam hij in conflict met het domkapittel en met de bevolking van Trier. Zijn pro-Franse politiek was ook tegen de zin van de Habsburgers en in 1630 werd er een Spaans garnizoen naar Trier gestuurd. Zo werd hij een speler in de Dertigjarige Oorlog. Nadat von Sötern in 1632 een neutraliteitsverdrag met de protestantse Zweden had getekend en Franse troepen in de stad had uitgenodigd, vluchtten de leden van het domkapittel naar Luxemburg en vroegen er de steun aan de Luxemburgse stadhouder Christoph Gretsil. Die belegerde Trier maar kon de stad niet innemen omdat er in allerijl Franse versterkingen waren aangevoerd. In 1634 stond von Sötern toe dat de Franse kardinaal Richelieu zijn vicaris in Trier werd. Dit zou betekenen dat Richelieu de nieuwe aartsbisschop en keurvorst van Trier zou worden indien van Sötern zou overlijden. Dit kon Spanje niet toestaan. In 1635 viel Trier toch in handen van de troepen van Gretsil en von Sötern werd gevangen genomen. Dit was dan weer de aanleiding die Frankrijk had gezocht om de oorlog aan Spanje te verklaren. 
Von Sötern zat gevangen in Namen, Gent en daarna in Linz. Pas nadat de Spaanse troepen in 1645 Trier verlieten hadden, werd hij vrijgelaten en kon hij als aartsbisschop naar Trier terugkeren. In 1646 zocht hij opnieuw toenadering tot Frankrijk tegen alle afspraken in. Het domkapittel vluchtte naar Keulen en ageerde er tegen von Sötern. Die laatste moest in 1650 Karl Kaspar von der Leyen als coadjutor in zijn bisdom dulden. Na zijn dood in 1652 werd hij door hem opgevolgd.
- Bibliothèque nationale de France: cb12064376q (data)
- Catàleg d'autoritats de noms i títols de Catalunya: 981058614796306706
- Gemeinsame Normdatei: 118797891
- International Standard Name Identifier: 0000 0001 0449 9847
- Library of Congress Control Number: n85381869
- Nationale Bibliotheek van Polen: a0000003724655
- Nederlandse Thesaurus van Auteursnamen: 071770046
- Système universitaire de documentation: 195957539
- Virtual International Authority File: 13103819
- WorldCat: E39PBJxmF7rvV44M39TKgHVQv3